# Liste von Leuchttürmen auf der Isle of Man
Die Liste von Leuchttürmen auf der Isle of Man nennt Leuchttürme auf der Isle of Man, einer britischen Kronbesitzung. Die Leuchttürme werden vom Northern Lighthouse Board betrieben.

## Liste
| Name                     | Region | Gewässer    | Position                       | Baujahr | Turmhöhe | Feuerhöhe | Kennung     | Bild |
| ------------------------ | ------ | ----------- | ------------------------------ | ------- | -------- | --------- | ----------- | ---- |
| Point of Ayre Lighthouse | Ayre   | Irische See | 54° 24′ 56,5″ N, 4° 22′ 5,2″ W | 1818    | 30 m     | 32 m      | Fl.(4)W.20s |      |
| Maughold Head Lighthouse | Garff  | Irische See | 54° 17′ 44,6″ N, 4° 18′ 34″ W  | 1914    | 23 m     | 65 m      | Fl.(3)W.30s |      |
| Douglas Head Lighthouse  | Middle | Irische See | 54° 8′ 36″ N, 4° 27′ 57″ W     | 1857    | 20 m     | 32 m      | Fl.W.10s    |      |
| Langness Lighthouse      | Rushen | Irische See | 54° 3′ 17,6″ N, 4° 37′ 30,3″ W | 1880    | 19 m     | 23 m      | Fl.(2)W.30s |      |
| Thousla Rock Light       | Rushen | Irische See | 54° 3′ 43,7″ N, 4° 48′ 2,3″ W  | 1981    | 9 m      | 9 m       | Fl.R.3s     |      |
| Chicken Rock Lighthouse  | Rushen | Irische See | 54° 2′ 16,3″ N, 4° 50′ 21,1″ W | 1875    | 44 m     | 38 m      | Fl.W.5s     |      |